# Jochen Schrumpf

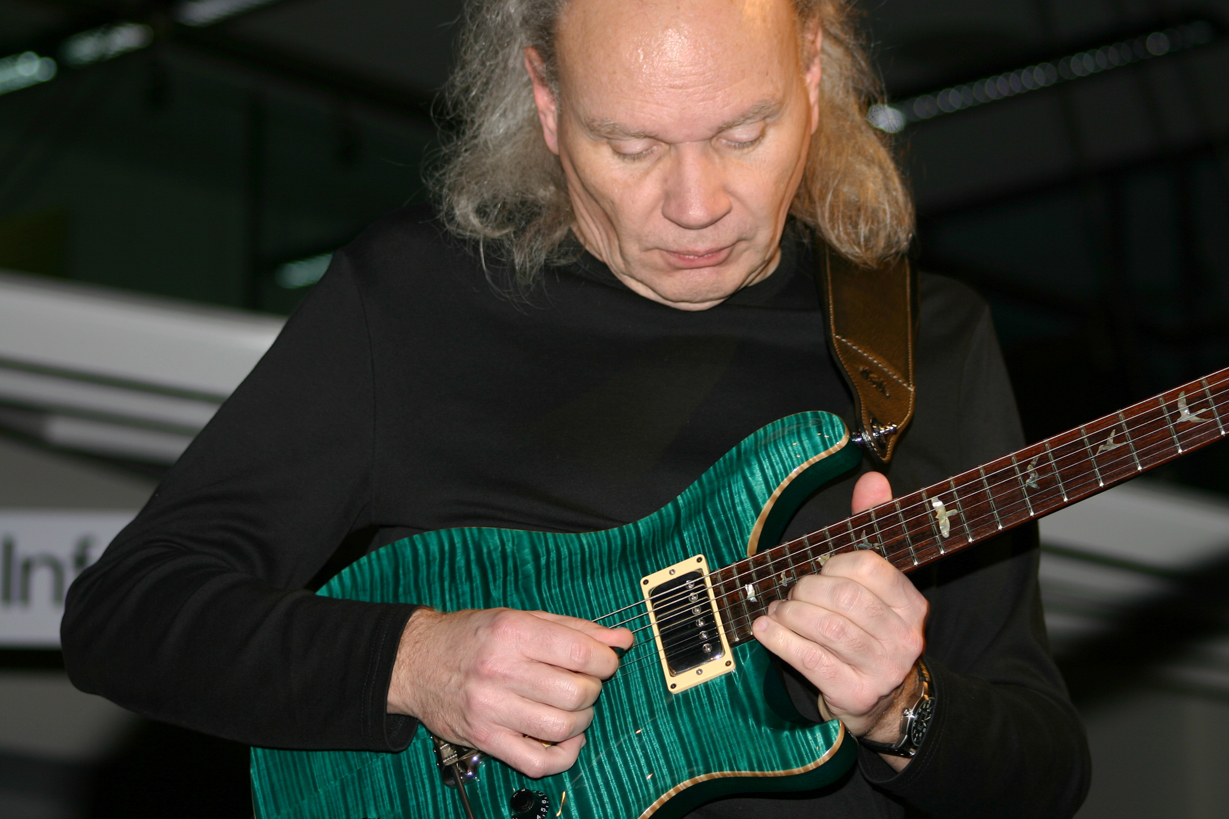
Während eines Liveauftritts 2008

Jochen Schrumpf (* 1952 in Dortmund) ist ein Gitarrist und Jazzmusiker aus Dortmund.

## Werdegang
Seit 1972 tritt er in verschiedensten Besetzungen und Bands im In- und Ausland auf und spielte auf 50 CDs und LPs mit. Sein Kernprojekt, das seit 10 Jahren bestehende Quartett „Jochen Schrumpf Electric Groove“, spielt grooveorientierten Fusion-Jazz.
Er leitete die  Glen Buschmann-Jazzakademie von 1996 bis 2018 und die Pop School der Musikschule Dortmund von 2008 bis 2018.

## Bands und Projekte
Jochen Schrumpf spielt zurzeit in folgenden Bands und Bandprojekten:
- Jochen Schrumpf Electric Groove
- Oliver Steinhoff Acoustic Band „Elvis meets Jazz“
- KONTRA (mit NDN und Der Wolf)
- Jochen Schrumpf – Martin Klausmeier (Duo, Trio, Quartett)
- Django’s Traum
- Memphis Underground (Rüdiger Albers Band)
- Code: J.A.M. (Studio- und Liveprojekt mit A. Kuhlmann & M. Seiler)
- Jochen Schrumpf Acoustic Groove
- Alexander Nikolaev Quintett
- Gast bei GITELLO (N. Hehemann & A. Kuhlmann, Gitarre & Cello)

## Diskografie (Auszug)
- Jochen Schrumpf, „Impetus“ (Label: Silversonic)
- Oliver Steinhoff, „Elvis meets Jazz“ (Eigenverlag)
- Ulrike Behringer Quintett, „With Love“	(Eigenverlag)
- Jochen Schrumpf – Martin Klausmeier, „schön...“ (Re:lounge Records)
- Jochen Schrumpf Electric Groove, „Movin“ (Scales)
- Jochen Schrumpf Electric Groove, „City Guide“ (Scales)
- Tony Liotta, „Human Steps“ (Semaphore)
- Gregory Gaynair & CCS, „I Wish“ (NTM)
- Rabea, „Here I am“ (Masp)
- Projazz Dortmund Sampler Vol.1 (PJR)
- Stu Grimshaw – Jochen Schrumpf, „Fourtet“ (Twin Records)
- Dieter Wilms, „Blues Hit Me“ (Twin Records)
- Di Stefano, „Da Capo“ (Twin Records)
- Jochen Schrumpf´s Blues Band, „Live“ (Twin Records)
- Kollektiv feat. Jonas Hellborg, „Unchained“ (ITM Records)
- Kollektiv feat. Jonas Hellborg & Ginger Baker, „ITM on Acid“ (ITM Records)
- Jochen Schrumpf´s Ceddo, „Kathexis“ (Roof Music)
- Bescay & Jochen Schrumpf (Roof Music)
- Jochen Schrumpf‘s Ceddo, „Unchained“ (feat. Randy Brecker, Bob Berg)
- Jochen Schrumpf´s Ceddo, „Step by step“ (Saguitarius)
- Jochen Schrumpf, „Saguitarius“	(Saguitarius)
- Ceddo & Derschau, „Grüne Rose live“ (Saguitarius)
- Ceddo, „Aufhören“ (Saguitarius)
- Ceddo, „Ceddo“ (Saguitarius)

## Trivia
1999 wurde Schrumpf in der Dortmunder Innenstadt mit dem sich damals auf der Flucht befindenden Verbrecher Dieter Zurwehme verwechselt und von einem Spezialeinsatzkommando der Polizei festgenommen.
Als Nachfolger von Jochen Schrumpf für die Leitung der Jazzakademie und der Pop School wurde mit Martin Peitz 2019 ein Absolvent der Jazzakademie und ehemaliger Schüler Schrumpfs vorgestellt.